# 圆头柳
圆头柳（学名：Salix capitata）为杨柳科柳属的植物。分布于中国大陆的黑龙江、河北、陕西等地，生长于海拔100米至300米的地区，目前已由人工引种栽培。